# Jacques Denis
Jacques André Denis (abreviado Denis), fue un ingeniero de minas, y aracnólogo aficionado francés, nacido el 1 de octubre de 1902 en París, y fallecido el 24 de abril de 1972 en Longeville-sur-Mer.

## Biografía
Apasionado por los animales desde su infancia, él también es sensible por la historia natural al igual que su padre que era dueño de una hermosa colección de conchas marinas. Desde la edad de siete años, Jacques Denis ya sabía algunos nombres en latín de las especies relacionadas con los moluscos.
Después de estudiar ingeniería de minas en la escuela de artes y oficios, trabajó durante treinta y cinco años en las minas de carbón de Douchy de Denain y Anzin. Como amateur, comenzó a estudiar los crustáceos decápodos, pero con el tiempo los olvida y se vuelve a los escarabajos, pero la dificultad de estudiar la familia Curculionidae y Staphylinidae le desanime. Se interesa en las arañas, en la zona menos elegida por los entomólogos aficionados. Él viaja, a la hora de almuerzo de los alrededores. Él descubre un Argiope cuya belleza le sorprende.
Se inicia con el trabajo duro de la Faune de France de Alexandre Noël Charles Acloque (1871-1908) de 1896, pero que le permite descubrir los nombres. Hace más progresos con la Souvenirs entomologiques de Jean-Henri Fabre (1823-1915). Uno de sus compañeros de la Escuela Central, le hizo descubrir la librería Deyrolle. Allí encontró a la fauna de Louis Marie Planet (? -1938) y, especialmente, la de Eugenio Simon (1848-1924).
Descubrió las arañas en las minas que frecuenta y luego comienza a mostrar interés en estos animales. Luego se convirtió en un reconocido especialista en la familia Linyphiidae y publicó más de 250 obras, entre ellas sobre la fauna de los Pirineos y la Vendée.

## Taxones descritos
- Arachosinella Denis, 1958, Linyphiidae
- Brachycerasphora Denis, 1962, Linyphiidae
- Chenisides Denis, 1962, Linyphiidae
- Cherserigone Denis, 1954, Linyphiidae
- Didectoprocnemis Denis, 1949, Linyphiidae
- Dresconella Denis, 1950, Linyphiidae
- Enguterothrix Denis, 1962, Linyphiidae
- Lessertinella Denis, 1947, Linyphiidae
- Pseudomaro Denis, 1966, Linyphiidae

## Taxas denominadas en su honor
- Dictyna denisi Lehtinen, 1967, Dictynidae
- Draconarius denisi (Schenkel, 1963), Amaurobiidae
- Pellenes denisi Schenkel, 1963, Salticidae
- Philodromus denisi Levy, 1977, Philodromidae

## Algunas publicaciones
- Denis J., 1934 - Sur quelques araignées des Pyrenees-Orientales. Bull. Soc. ent. France vol.39, p.72-77
- Denis J., 1937 - Une station nouvelle de Dolomedes plantarius et remarques sur Arctosa stigmosa [Araneides]. Bull. Soc. Hist. nat. Toulouse vol.71, p.451-456
- Denis J., 1942 - Notes sur les érigonides. II. A propos de la femelle de Diplocephalus protuberans (O. P. Cambr.). Revue fr. Ent. vol.9, p.82-84
- Denis J., 1945 - Notes sur les érigonides. X. Remarques sur le genre Entelecara E. Simon avec la description de formes nouvelles du genre Plaesiocraerus E. Simon. Bull. Soc. Hist. nat. Toulouse vol.80, p.203-215
- Denis J., 1947 - Une curieuse anomalie sexuelle chez une araignée. Bull. Soc. ent. Fr. vol.52, p.41-43
- Denis J., 1951 - Sur quelques araignées de la Preste (Pyrénées-Orientales). Insektuto, Konchuaikokai vol.26, p.14-18
- Denis J., 1955 - Speologica africana: quelques araignées cavernicoles de Guinée française. Bull. Inst. fr. Afr. noire, vol.17(A), p.1024-1033
- Denis J., 1961 - Araignées du Capcir et du Donnezan. Bull. Soc. Hist. nat. Toulouse vol.96, p.113-128
- Denis J., 1965 - Notes sur les érigonides. XXXI. Acartauchenius justus (O. P. Cambridge), araignée nouvelle pour la faune de Belgique. Bull. Inst. r. Sci. nat. Belg. vol.41(14), p.1-5